# Szajka z Lawendowego Wzgórza
Szajka z Lawendowego Wzgórza (ang. The Lavender Hill Mob) – brytyjska komedia kryminalna z 1951 roku w reżyserii Charlesa Crichtona.

## Obsada
- Alec Guinness jako Henry „Dutch” Holland
- Stanley Holloway jako Alfred „Al” Pendlebury
- Sid James jako Lackery Wood
- Alfie Bass jako Shorty Fisher
- Marjorie Fielding jako Mrs. Chalk
- Edie Martin jako Miss Evesham
- Audrey Hepburn jako Chiquita

## Nagrody i nominacje
Złoty Lew
1951
- Udział w konkursie głównym Charles Crichton – nominacja

BAFTA
1952
- Najlepszy film brytyjski – wygrana
- Najlepszy film z jakiegokolwiek źródła – nominacja

Oscary
1953
- Najlepsze materiały do scenariusza i scenariusz T.E.B. Clarke – wygrana
- Najlepszy aktor pierwszoplanowy Alec Guinness – nominacja

DGA
1953
- Najlepsze osiągnięcie reżyserskie w filmie fabularnym Charles Crichton – nominacja

W roku 1995, z okazji stulecia narodzin kina, film znalazł się na watykańskiej liście 45 filmów fabularnych, które propagują szczególne wartości religijne, moralne lub artystyczne.